# العلاقات الإسبانية العراقية
العلاقات العراقية الإسبانية هي العلاقات الثنائية التي تجمع بين العراق وإسبانيا.
في سنة 2017، أصدر البريد العراقي طابعا لمناسبة مرور 70 عاما على العلاقات بين إسبانيا والعراق.

## مقارنة بين البلدين
هذه مقارنة عامة ومرجعية للدولتين:
| وجه المقارنة                                              | العراق                       | إسبانيا                                                                             |
| --------------------------------------------------------- | ---------------------------- | ----------------------------------------------------------------------------------- |
| المساحة (كم2)                                             | 437.07 ألف                   | 505.99 ألف                                                                          |
| عدد السكان (نسمة)                                         | 38.27 مليون                  | 46.73 مليون                                                                         |
| الكثافة السكانية (ن./كم²)                                 | 87.56                        | 92.35                                                                               |
| العاصمة                                                   | بغداد                        | مدريد                                                                               |
| اللغة الرسمية                                             | اللغة العربية، اللغة الكردية | اللغة الإسبانية، اللغة الغاليسية، لغة بشكنشية، اللغة الكتالونية، اللغة الأوكسيتانية |
| العملة                                                    | دينار عراقي                  | يورو، بيزيتا إسبانية                                                                |
| الناتج المحلي الإجمالي (بليون دولار)                      | 197.72 مليار                 | 1.31 تريليون                                                                        |
| الناتج المحلي الإجمالي (تعادل القوة الشرائية) بليون دولار | 560.73 مليار                 | 1.77 تريليون                                                                        |
| الناتج المحلي الإجمالي الاسمي للفرد دولار أمريكي          | 4.94 ألف                     | 28.16 ألف                                                                           |
| الناتج المحلي الإجمالي للفرد دولار أمريكي                 | 15.06 ألف                    | 38.00 ألف                                                                           |
| مؤشر التنمية البشرية                                      | 0.654                        | 0.876                                                                               |
| رمز المكالمات الدولي                                      | +964                         | +34                                                                                 |
| رمز الإنترنت                                              | .iq                          | .es                                                                                 |
| المنطقة الزمنية                                           | ت ع م+03:00، ت ع م+04:00     | ت ع م+01:00، ت ع م+02:00                                                            |

## منظمات دولية مشتركة
يشترك البلدان في عضوية مجموعة من المنظمات الدولية، منها:
| علم المنظمة | اسم المنظمة                        | تاريخ انضمام العراق | تاريخ انضمام إسبانيا |
| ----------- | ---------------------------------- | ------------------- | -------------------- |
|             | مؤسسة التنمية الدولية              | 29 ديسمبر 1960      | 18 أكتوبر 1960       |
|             | يونسكو                             | 21 أكتوبر 1948      | 30 يناير 1953        |
|             | وكالة ضمان الاستثمار متعدد الأطراف | 6 أكتوبر 2008       | 29 أبريل 1988        |
|             | الأمم المتحدة                      | 21 ديسمبر 1945      | 14 ديسمبر 1955       |
|             | الاتحاد البريدي العالمي            | ?                   | ?                    |
|             | البنك الدولي للإنشاء والتعمير      | 27 ديسمبر 1945      | 15 سبتمبر 1958       |
|             | الاتحاد الدولي للاتصالات           | 12 نوفمبر 1928      | 1866                 |
|             | منظمة حظر الأسلحة الكيميائية       | ?                   | ?                    |
|             | مؤسسة التمويل الدولية              | 27 ديسمبر 1956      | 24 مارس 1960         |
|             | منظمة الشرطة الجنائية الدولية      | ?                   | ?                    |

## أعلام
هذه قائمة لبعض الشخصيات التي تربطها علاقات بالبلدين:
- إميليو غارسيا غوميز (4 يونيو 1905[21][22] – 31 مايو 1995[21][22])
- باهرة محمد عبداللطيف (صحفية عراقية، 1957 – )
- راشد رضوان
- محسن الرملي (كاتب عراقي، 7 مارس 1967 – )

## وصلات خارجية
- موقع وزارة الخارجية العراقية
- موقع وزارة الخارجية الإسبانية